# Afanteia
Afanteia o Afania es un pueblo situado en el tercio norte de la isla de Chipre.

## Datos Básicos
Afanteia o Afania es un pueblo situado en el distrito de Famagusta, Chipre, a ocho kilómetros al noroeste de Vatili y a cuatro al oeste de Asha / Paşaköy. 
Afanteia significa algo así como "destrucción" o "catástrofe" en griego. Los turcochipriotas cambiaron el nombre a Gaziköy en 1958, lo que significa "pueblo del luchador victorioso islámico" o "pueblo del héroe de guerra." 

## Conflicto intercomunal
| Año  | Turcochipriotas | Grecochipriotas | Total |
| ---- | --------------- | --------------- | ----- |
| 1831 | 79              | 53              | 129   |
| 1881 | 166             | 211             | 377   |
| 1901 | 195             | 247             | 442   |
| 1911 | 179             | 277             | 456   |
| 1921 | 219             | 301             | 520   |
| 1931 | 192             | 303             | 485   |
| 1946 | 274             | 383             | 667   |
| 1960 | 303             | 498             | 801   |
| 1973 | 319             | 588             | 907   |
| 1978 | 416             | --              | 416   |
| 1996 | 534             | --              | 564   |
| 2006 | 679             | --              | 679   |

Afanteia / Gaziköy fue un pueblo mixto. En el censo otomano de 1831, los musulmanes (turcochipriotas) constituían la mayoría de los habitantes. En 1891 el porcentaje se redujo al 44%. A lo largo del período británico, mientras que la población grecochipriota de la aldea se incrementó de manera significativa, la turcochipriota fluctuó. Para 1960, la proporción de la población grecochipriota se había elevado al 62% y la proporción turcochipriota se había reducido a 38%.
En 1958, como resultado de los disturbios en la región de Paphos y con el estímulo de los dirigentes turcochipriotas, los turcochipriotas de Lempa / Çıralı (317) , se trasladaron a Afanteia / Gaziköy y se establecieron en el barrio turcochipriota . Sin embargo, todos regresaron a su pueblo de origen después de que el establecimiento de la República de Chipre en 1960. No hubo desplazamientos en el pueblo durante la violencia intercomunal de 1963-1964. Sin embargo, en agosto de 1974, los grecochipriotas de Aphania / Gaziköy huyeron ante el avance del ejército turco. 

## Población actual
Actualmente el pueblo está habitado por pobladores turcochipriotas. Además, después de 1974, algunas familias desplazadas turcochipriotas de varias aldeas en el sur, como Agios Sozomenos / Arpalık fueron reasentados allí. En 1976-1977 un pequeño número de familias procedentes de Turquía, principalmente de Adana y Elişkrit, también se instaló en el pueblo. 